# Fusui
Fusui és un comtat de la regió autònoma de Guangxi, en la República Popular de la Xina. Fa frontera amb Longan al nord, amb Nanning al nord-oest, i amb els comtats de Linming i Shangsi, a l'est i al sud, respectivament. Té una població de 442.009 habitants. La majoria de la població (82,8%) és d'ètnia zhuang.

## Geografia i clima
Fusui és la part situada més a l'oest de Guangxi, a la riba sud de riu Zuojiang i pertany als subtròpics. La temperatura mitjana anual n'és de 21,3 a 22,8 °C. La precipitació mitjana anual és de 1.200 mm, i la insolació mitjana anual és de 1.693 hores.
La Fusui administra 11 municipis: 
1. Xinning (新宁镇)
2. Quli (渠黎镇)
3. Qujiu (渠旧镇)
4. Liuqiao (柳桥镇)
5. Dongmen (东门镇)
6. Shanxu (山圩镇)
7. Zhongdong(中东镇)
8. Dongluo (东罗镇)
9. Longtou (龙头乡)
10. Bapen (岜盆乡)
11. Changping (昌平乡)

## Història
Des de l'antiguitat, Fusui és una de les primeres regions que fou centre de la cultura Zhuang. El primer assentament de l'àrea data probablement del Neolític, fa més de 7.000 anys. Va ser un territori de tribus de Xiyuan (avantpassats de Zhuang) entre els anys 770 aC-476 aC (període de Primaveres i Tardors). El 567 aC, es va construir un petit poble a la vora del Zuojiang, llavors conegut com a Leizhou, considerat com l'origen de l'actual comtat. El 619 dC, s'hi va establir l'estat de Xyuani. El 1572 dC, es va canviar la denominació d'aquest territori per Xinning. El 1914 dC, va ser rebatejat amb el nom de comtat de Funan. El 1951, el comtat, finalment, va prendre el seu nom actual.

## Demografia
El 82% de la població és d'ètnia zhuang. La resta de la població, la componen: han (汉族), yao (瑶族), miao (苗族), hui (回族), mulao (仫佬族), jing (京族), man (满族), dong (侗族), shuei (水族), yis (彝族), bai (白族), tais (傣族), lisu (傈僳族), lahu (拉祜族), was (佤族), naxi (纳西族), tibetans (藏族), jingpo (景颇族), bulang (布朗族), buyi (布依族), achang (阿昌族), hani (哈尼族), xibe (锡伯族), pumi (普米族), mongols (蒙古族), nu (怒族), jino (基诺族), deang (德昂族) i dulong (独龙族).
La divisió de la població per ètnies es representa en el quadre que segueix:
Grups ètnics a Hebei (cens del 2000):
| Nacionalitat     | Població | Percentatge |
| ---------------- | -------- | ----------- |
| Zhuang           | 365.983  | 82,8%       |
| Xinesos han      | 74.699   | 16,9%       |
| Yao              | 8.840    | 0,2%        |
| Dong, miao, etc. | 4.420    | 0,1%        |

## Economia
Fusui és coneguda com la terra de la canya i del sisal, ja que aquests dos productes són la base de la seva economia. Altres cultius destacats en el comtat són els de longan, litxi, banana, pinya americana, castanya, síndria, taronja i mango. Els principals recursos miners de la regió són el carbó, el plom, el zinc, el ferro, el manganès, la barita, la calcària i el caolí.

## Llocs d'interès
- L'art rupestre de Zuojiang, a la localitat propera de Bapen, És una obra mestra dels Zhuang antics i té de més de 2.000 anys d'història.[4]
- El parc de dinosaures, situat a la localitat propera de Shanxu, que permet observar fòssils i dinosaures del cretaci.
- Els animals rars d'àrees protegides: al comtat hi ha més de 400 leucocephalus. És l'hàbitat més gran del langur de cap blanc del món salvatge.[5]
- La muntanya Bijia, a la banda nord-oest de comtat, a on es pot pujar mitjançant unes escales. Un cop arribats a dalt, ens ofereix una magnífica vista panoràmica del comtat. En el camí de pujada, es poden apreciar diferents estàtues de religió zhuang.

## Persones il·lustres
- Huang Xianfan, va ser un historiador, etnòleg, folklorista, antropòleg i fundador de l'Escola de Bagui xinès. És considerat un dels antropòlegs xinesos més importants.